# Anna von Werdenberg

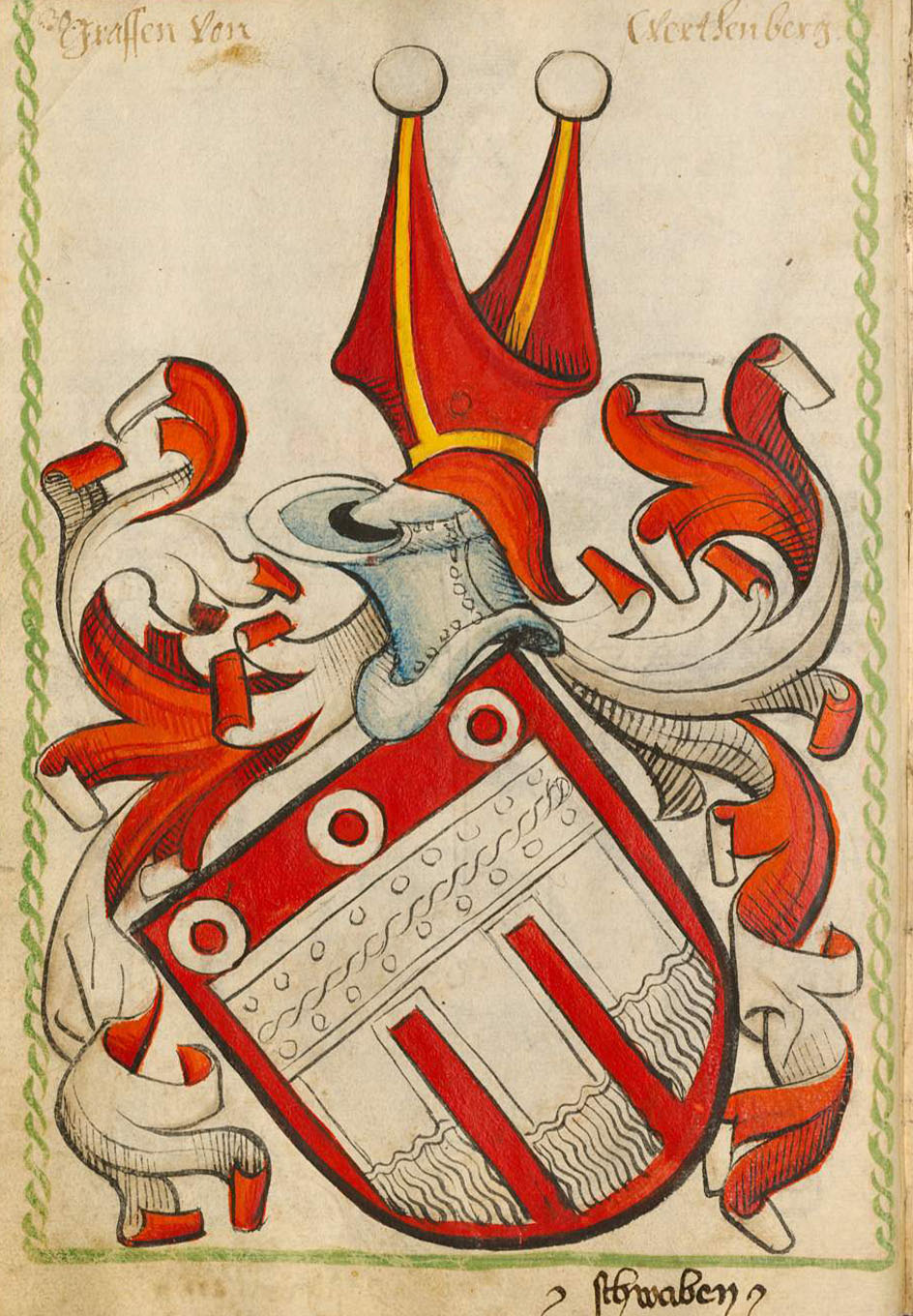
Familienwappen Werdenberg-Sargans

Anna von Werdenberg (* 15. Jahrhundert; † 23. Oktober 1497) war eine Äbtissin des freiweltlichen Damenstifts Buchau im heutigen Bad Buchau am Federsee.

## Leben
Sie wurde geboren als eines von sechzehn Kindern des Grafen Johann IV. von Werdenberg-Sargans († 1465) und seiner Gattin Elisabeth von Württemberg, Tochter des Grafen Eberhard III. von Württemberg und der Elisabeth von Nürnberg-Hohenzollern.
Ihre Brüder waren der Augsburger Bischof Johann II. von Werdenberg († 1486), Heinrich XIII. von Werdenberg († 1505), Domherr zu Straßburg und Rudolf X. von Werdenberg († 1505), deutscher Johanniter-Großprior. Des Vaters Grab ist in der Martinskirche Trochtelfingen erhalten.
Ihre ältere Schwester Margarete von Werdenberg amtierte von 1449 bis 1496 als Äbtissin des Damenstiftes Buchau. Nach ihrem Tod wählte man Anna am 20. Februar 1497 zur Nachfolgerin. Sie wurde am 11. März 1497 investiert, starb aber bereits am 23. Oktober 1497.